# Ryhonos elegans
Ryhonos elegans är en stekelart som beskrevs av Boucek 1988. Ryhonos elegans ingår i släktet Ryhonos och familjen finglanssteklar. Inga underarter finns listade i Catalogue of Life.